# جیمز همیلتون، چهارمین دوک همیلتون و اولین دوک براندون
جیمز همیلتون، چهارمین دوک همیلتون و اولین دوک براندون (انگلیسی: James Hamilton, 4th Duke of Hamilton; ۱۱ آوریل ۱۶۵۸ – ۱۵ نوامبر ۱۷۱۲) دیپلمات، نظامی و سیاستمدار اهل پادشاهی اسکاتلند بود. وی همچنین برندهٔ جوایزی همچون نشان بند جوراب شده‌است.